# بلومفیلد، جی کانتی، اندیانا
بلومفیلد (به انگلیسی: Bloomfield) یک منطقهٔ مسکونی در ایالات متحده آمریکا است که در شهرستان جی، ایندیانا واقع شده‌است. بلومفیلد ۲۶۶٫۰۹ متر بالاتر از سطح دریا واقع شده‌است.